# Okavango
El río Okavango es un largo río africano, que nace en la meseta de Bié, en Angola, en una zona bastante lluviosa, y que tras un recorrido de unos 1600 km penetra en una cuenca endorreica, ya en Botsuana, donde ha formado una extensa región aluvial impropiamente denominada y conocida en todo el mundo como el delta del Okavango. Como desemboca en una zona con un clima muy árido, se trata de un río alóctono, como es el caso del río Nilo en Egipto, o el río Níger en Malí. Su cuenca drena una superficie de 721 277 km².

## Clima

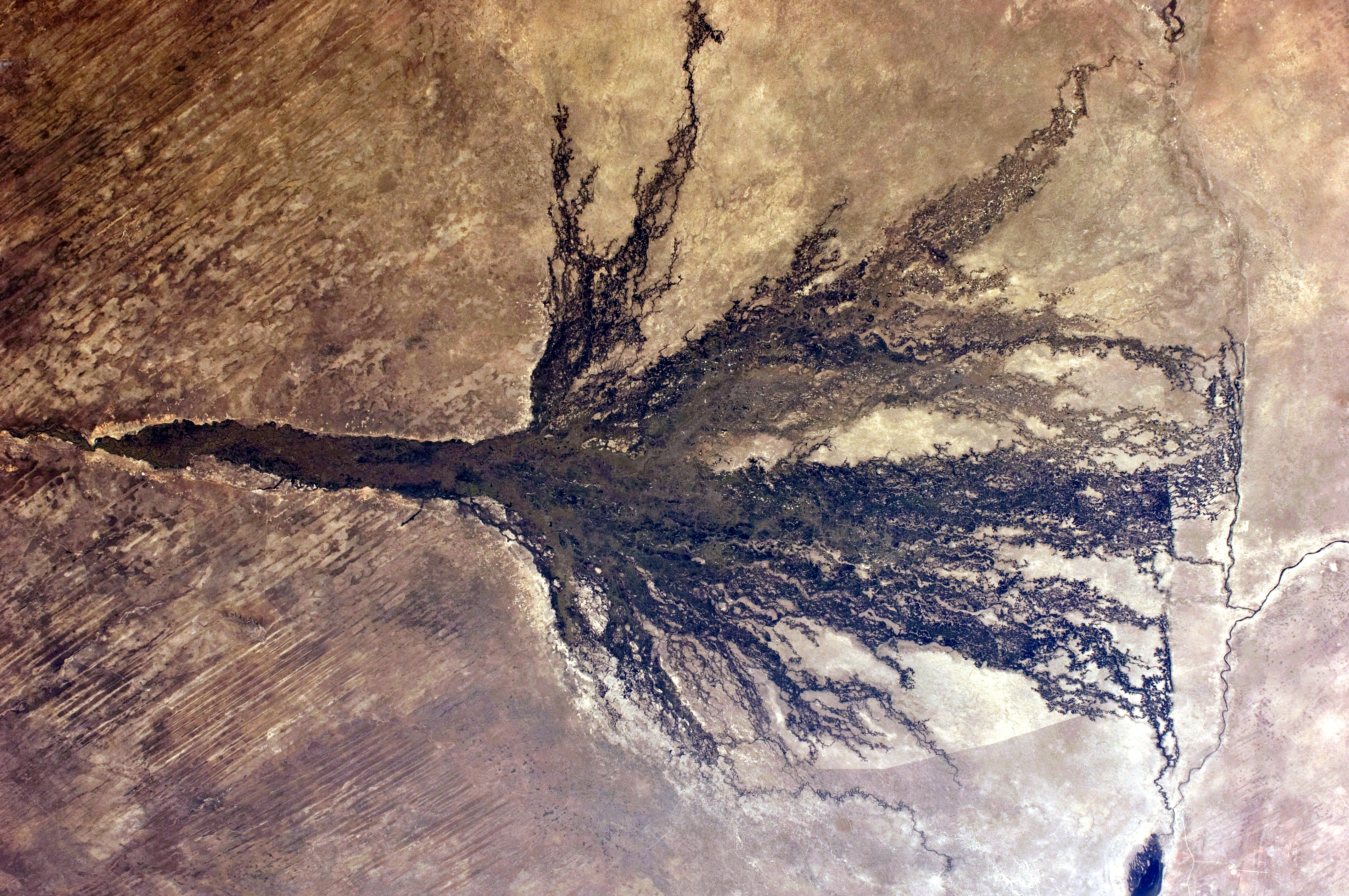
Río Okavango desde el espacio (fotografía de la NASA).

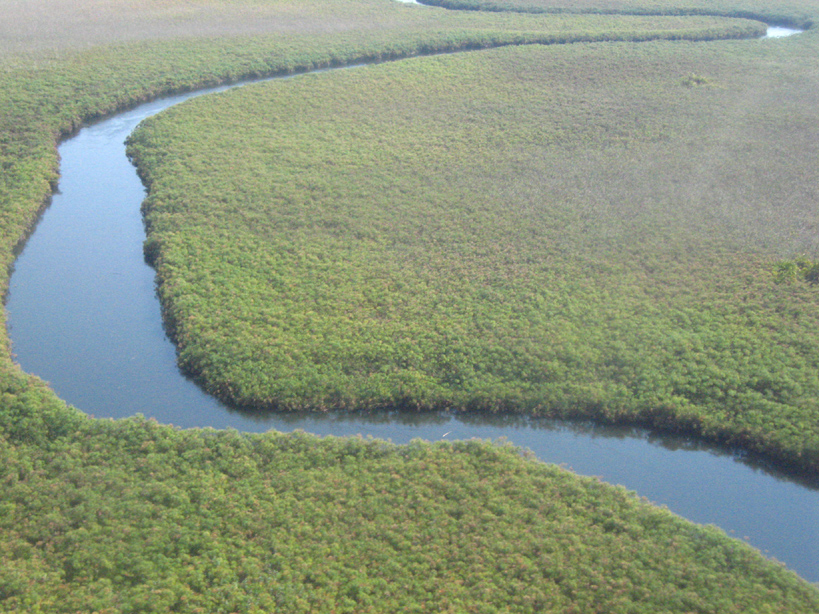
Bosque de papiros en el delta del Okavango. La profundidad del agua no supera los 50 cm. en dicho bosque

La estación de las lluvias en el delta coincide con la de Angola, que tiene lugar entre octubre y abril y produce la crecida del río Okavango, que empieza a notarse en diciembre y tarda nueve meses en completarse debido a la escasa pendiente del río, unos 60 m en 450 km. Las lluvias son más abundantes en el norte y menores en el sur, donde el río se interna en el desierto de Kalahari. 
En la ciudad de Maun, la puerta sur del delta del Okavango, el contraste entre el día y la noche es muy grande en invierno, con una media de las mínimas de 6 °C y una media de las máximas de 23 °C. No son raras las heladas durante las olas de frío. En verano, el calor es muy fuerte pero por la noche sigue refrescando, con una media de las mínimas de 19 °C en noviembre y diciembre y una media de las máximas de 35 °C en octubre, antes de las lluvias. La humedad se mantiene entre el 55 y el 70 por ciento. 
Las lluvias son nulas en julio, agosto y septiembre y prácticamente nulas en mayo y junio, con 5 y 3 mm de media. En octubre, la media es de 23 mm; en noviembre, de 56 mm; en diciembre, de 86 mm; en enero, el mes más húmedo, de 107 mm; en febrero, de 71 mm; en marzo, de 71 mm, y en abril, de 18 mm; luego se acaban, pero las aguas siguen subiendo muchas veces hasta julio.

## Mamíferos: los cinco grandes y los siete magníficos

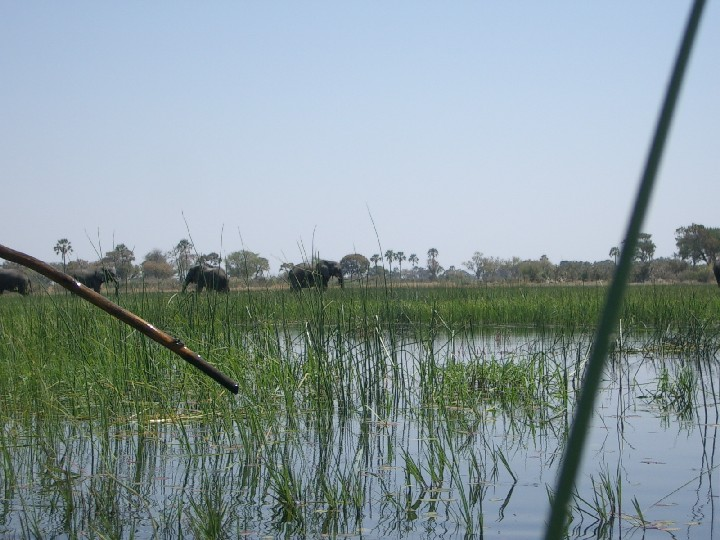
Elefantes en el delta del Okavango.

Estas denominaciones tienden a usarse en África para definir a los animales más atractivos para el visitante. Las dos se superponen, y a los big five que todo turista busca: el león, el leopardo, el elefante, el rinoceronte y el búfalo, se unen el guepardo y el licaón, para dar lugar a los siete magníficos (the magnificent seven) que pocos pueden ver en estado salvaje.
- Los leones del Okavango son famosos por su tamaño y fortaleza, y porque se dice que son los únicos leones nadadores que existen, ya que se ven obligados a hacerlo cuando la crecida veraniega los deja aislados en islotes que antílopes e impalas, sus presas habituales, abandonan. En la Chief Island, en el parque nacional de Moremi, existe una pequeña población de leones en disminución que se alimenta exclusivamente de búfalos. Se calcula que una veintena de leones acosan y son acosados por un millar de búfalos que les plantan cara. Estos felinos son extraordinariamente musculosos, pues la caza del búfalo negro exige una fortaleza enorme. Varios leones, generalmente leonas, atacan a la manada en busca del ejemplar más débil, pero cuando este es atacado y yace en el suelo, el resto de la manada se vuelve y con los cuernos y las patas atacan a su vez a sus cazadores. El resultado es una manada de leones en disminución.

- Los elefantes son abundantes en el Okavango. Las señales de su avance son abundantes por todas partes: excrementos, árboles descortezados o derribados, sendas del paso de las manadas, que pueden ser de más de cincuenta individuos. Es fácil encontrarlos en las orillas de las islas, donde la vegetación es más abundante y no es raro ver a machos solitarios en islotes muy pequeños, ramoneando los árboles. Los elefantes no tienen problemas para desplazarse por un sistema acuático de poca profundidad como es el delta.

- El leopardo, el príncipe de los predadores, es un cazador solitario muy difícil de observar, pues vive en casi cualquier hábitat, caza de noche y se esconde a dormir durante el día en las ramas de los árboles, en muchos casos grandes y de espeso follaje que los ocultan completamente, salvo para un observador avezado. Puesto que no hay muchos y están localizados, hay que confiar en los guías locales para encontrarlos.

- Los rinocerontes son escasos en Botsuana debido a que han sido siempre perseguidos por el hombre y no es un animal al que le guste el agua, de manera que no se puede refugiar en los pantanos. En el año 2002, fueron reintroducidos en la Chief Island cuatro rinocerontes blancos que pueden verse al norte del Eagle Island Camp. Los rinocerontes negros se encuentran en peligro de extinción, pero se están haciendo esfuerzos para su recuperación en el Khama Rhino Sanctuary de Botsuana.

- Los búfalos negros (Syncerus caffer) viven en zonas con muchos pastos, agua y sombra, es decir, donde hay islas medianas que permiten la vida de las manadas. Son muy peligrosos en estado salvaje.

- Los licaones o perros salvajes (Lycaon pictus) son animales extraordinariamente inteligentes que cazan en grupo y siguen estrategias envidiables que les permiten cazar antílopes tan grandes como el kudú, pero son demasiado confiados con las personas y están en peligro de extinción.

- El guepardo (Acinonyx jubatus) es el mamífero más rápido del mundo. Se encuentra en las zonas más apartadas del delta y se halla en peligro de extinción en estado salvaje, pues es presa fácil de depredadores como el león o el leopardo. Sin embargo, se han creado al menos cinco reservas en el sur de África donde se reproducen sin  problemas gracias a que son un atractivo turístico muy rentable.

## Aves: las cinco grandes

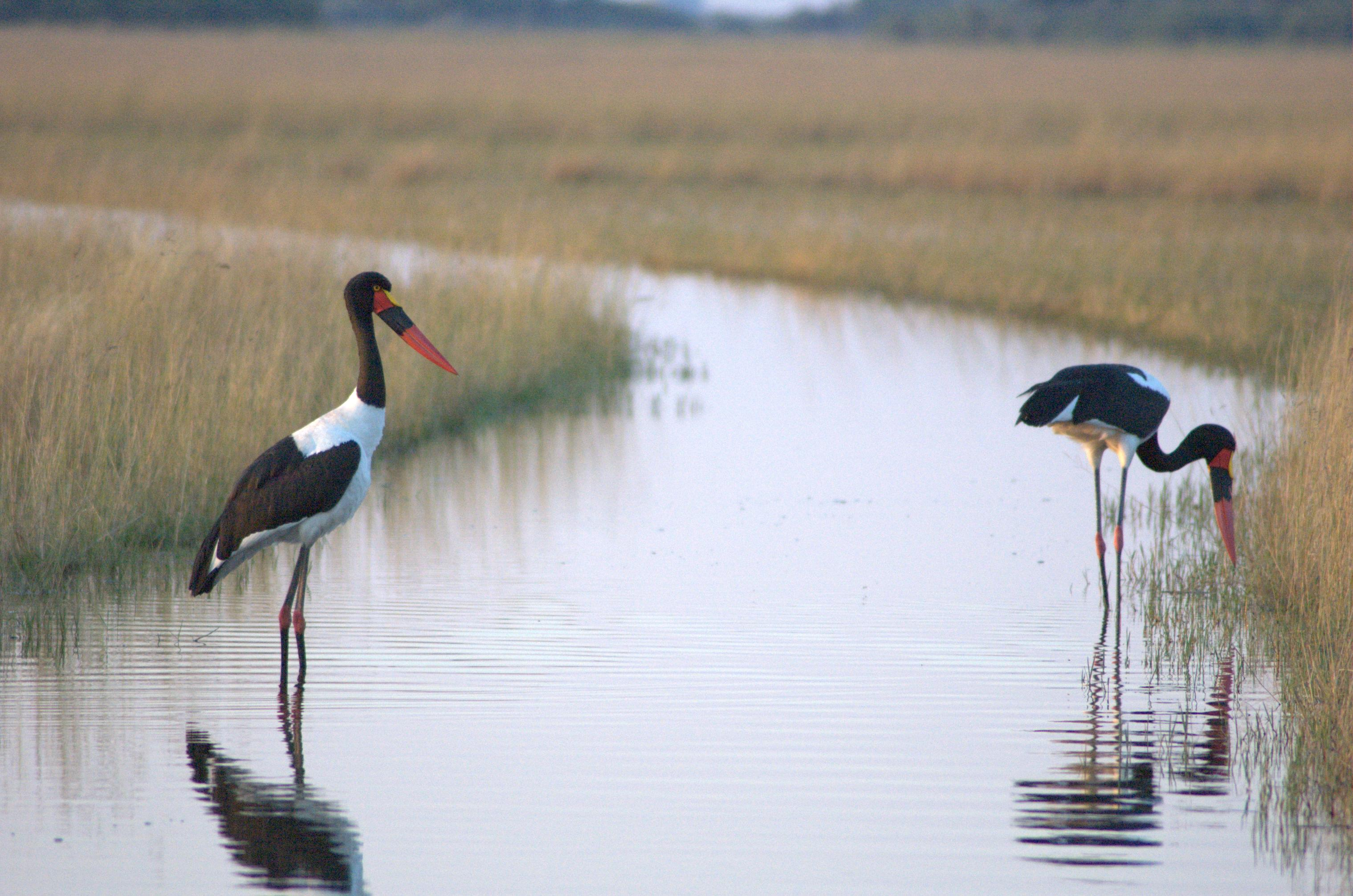
Pareja de jabirús africanos en uno de los caminos inundados durante la época de crecida en el delta.

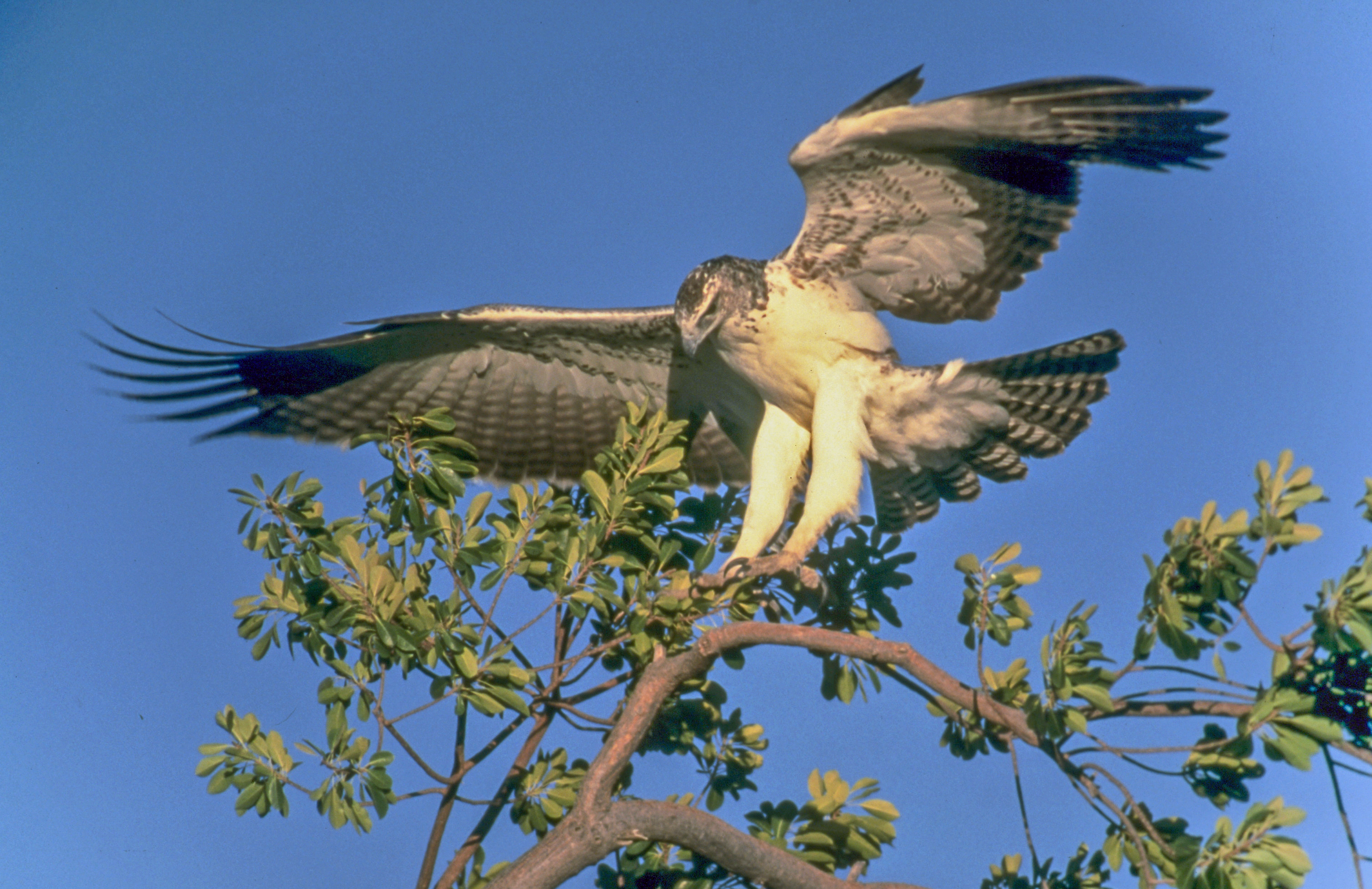
Águila marcial joven posándose sobre un árbol.

En el delta del Okavango también es posible observar las Big 5 Birds, las cinco aves más espectaculares de África. 
- La avutarda kori (Ardeotis kori), en inglés, kori bustard, puede llegar a tener un metro y medio de altura y un peso de 19 kilos. Vive preferentemente en la sabana arbolada y cría entre octubre y febrero. Se mueve pausadamente mientras busca entre la hierba insectos y semillas.

- El jabirú africano o de Senegal (Ephippiorhynchus senegalensis), en inglés, saddlebilled stork, es una cigüeña que puede medir 145 cm de longitud y hasta 270 cm con las alas abiertas. Tiene el cuerpo blanco y el cuello y las alas negras, menos las plumas de su parte inferior, blancas. La parte más llamativa de esta ave es, sin embargo, el pico, enorme y rojo con una banda negra en el centro. Cría entre enero y julio. Se alimenta de peces, ranas, pájaros pequeños y crustáceos.

- El búho pescador común (Scotopelia peli), en inglés, pel’s fishing owl, puede medir 60 cm de alto y 150 cm con las alas abiertas. Captura peces de hasta 2 kg, ranas, cangrejos y hasta cocodrilos pequeños. Cría en el delta del Okavango entre enero y junio y no es raro escucharlo por las noches.

- El cálao terrícola (Bucorvus leadbeateri), en inglés, southern ground hornbill, es parecido a un pavo muy grande y completamente negro que puede medir hasta 120 cm de alto y pesar 4 kg. Es un ave carnívora, que come tortugas, reptiles, ranas, insectos y pequeños mamíferos del tamaño de una liebre. Vive en grupos de hasta ocho individuos y tiene un canto muy característico que se oye por las mañanas, parecido a diu diu. Cría entre octubre y noviembre.

- El águila marcial (Polemaetus bellicosus), en inglés, martial eagle, es un águila muy grande, de color marrón oscuro, que puede medir 80 cm de altura y hasta 250 cm con las alas desplegadas, y pesa hasta 6 kg. Cría entre febrero y agosto un único huevo y tarda de seis a doce  meses en convertirse en adulto. Se alimenta de aves, reptiles y mamíferos hasta del tamaño de una cabra.

## Las visitas al Okavango

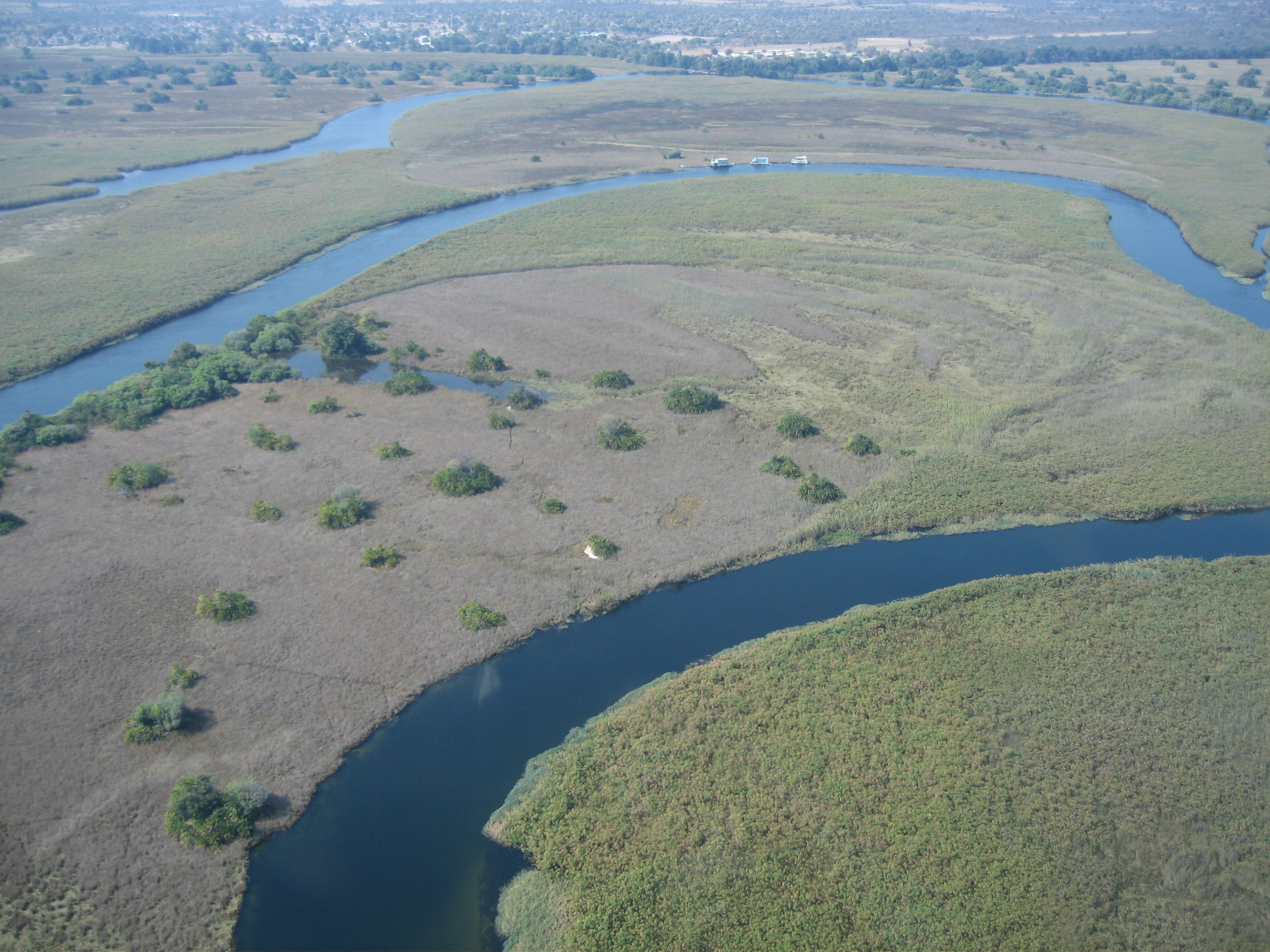
Vista aérea del delta. Si se amplía la imagen se aprecia la presencia de un lodge compuesto por tres piezas junto al río.

La mejor época para visitar el delta depende de lo que se quiera observar. Si lo que se busca son animales grandes, el mejor periodo es entre mayo y octubre, cuando las aguas bajan y aquellos se concentran alrededor del agua. Si lo que se quiere ver son aves y una vegetación exuberante, la mejor época es entre noviembre y abril, la época de las lluvias.
Hay unos cuarenta lodges y campamentos en el delta del Okavango. Los campamentos, donde se puede acampar o alquilar un lodge (casa o pabellón) propiedad del gobierno se encuentran en la reserva de Moremi, pero no en el corazón del delta, donde se hallan los de carácter privado. Para acceder a ellos es preciso un todo terreno, un mocoro, un helicóptero o una avioneta, reservada para los más caros, que no tienen otra vía de acceso. 
La intención del gobierno de Botsuana es evitar el turismo de masas en el frágil ecosistema del parque, y por tanto la estancia y los alojamientos dentro del parque son muy caros. Si se accede desde Gaborone, la capital del país, hay que acudir a Maun, la puerta sur del delta, y desde allí seguir la carretera que contornea todo el parque o contratar un vuelo con Air Botswana, cuyas tarifas son muy elevadas, para acudir a los lodges privados. Lo normal es seguir la carretera hasta la Chief Island, en el parque nacional Moremi, donde hay una veintena de campamentos estatales, pero si se accede desde Namibia, al norte, lo normal es descender hasta Sepupa, donde hay un campamento y un aeródromo desde el que se puede sobrevolar el delta. Desde esta población la carretera continua bordeando el delta por el oeste, cruza las poblaciones de Etsha y Nokaneng, situadas al oeste del delta y con aeródromos cercanos, baja hasta Taso y Toteng, en el extremo sur, donde las montañas cierran el delta, y sube hasta Maun y Shorobe, al sudeste del parque, desde donde sigue una pista que bordea el parque por el este y desde la que se puede acceder al parque nacional de Chobe, en la frontera con Zimbabue y Zambia.
Muchos de los campamentos organizan salidas a pie y acampadas en islas a las que se puede llegar en mocoro, canoa con la que los habitantes del lugar se desplazan de isla en isla, y desde las que hacer pequeños safaris. Los desplazamientos en vehículo todo terreno, dentro de las islas grandes y en los alrededores del delta, están condicionados en muchos casos por la altura del agua, que en tiempo de crecida cubre los arenosos caminos. En las zonas privadas incluso se pueden organizar salidas nocturnas con todo terreno, pero nunca en el parque nacional si no se es un científico.